# Филеттино
Филеттино (итал. Filettino) — коммуна в Италии, располагается в регионе Лацио, в провинции Фрозиноне.
Население составляет 551 человек (2008 г.), плотность населения составляет 7 чел./км². Занимает площадь 78 км². Почтовый индекс — 3010. Телефонный код — 0775.
В августе 2011 г. мэр города Филеттино Лука Селлари в знак несогласия с политикой правительства по объединению населенных пунктов с населением менее тысячи человек объявил «независимость» от Италии, провозгласил себя княжеством и стал печатать собственные деньги под названием «фиорито».

## Демография
Динамика населения:

## Администрация коммуны
- Официальный сайт: http://www.comunefilettino.it/
- Официальный сайт княжества: https://web.archive.org/web/20120410215140/http://www.principatodifilettino.eu/site/